# Prinz Eugen (křižník)
Prinz Eugen byla třetí jednotka těžkých křižníků třídy Admiral Hipper německé Kriegsmarine. Její pracovní jméno bylo Kreuzer J (křižník J). Po dokončení nesla jméno po rakouském princi Evženu Savojském.

## Stavba
Kýl lodě byl položen 23. dubna 1936 v loděnicích Krupp Germaniawerft v Kielu. Spuštění na vodu se dočkala 22. srpna 1938, a Kriegsmarine si ji do služby převzala 1. srpna 1940. Stavba jednotky vyšla Německo na 104,5 mil. RM.

## Pohon a pancéřování
Pohon zabezpečovalo 12 vysokotlakých kotlů, které poháněly 3 turbíny a výsledný výkon byl až 133 631 PS. Rychlost lodě byla při ideálních podmínkách 33 uzlů, v praxi 32,5 uzlu.
Boční pancéřový pás, 70-80 mm se na přídi a zádi zužoval na 30-50 mm. Paluba byla chráněná dvěma pásy pancíře a to první o síle 12-20 mm a druhý 20-50 mm. Věže hlavní ráže 70-105 mm, barbety a velitelská věž až 50-150 mm.

## Výzbroj
Hlavní výzbroj se skládala z osmi děl ráže 203 mm (8"/60 cal) ve čtyřech dvouhlavňových věžích SK C/34, s dostřelem 33 500 m. Pomocnou výzbroj tvořilo dvanáct děl ráže 105 mm uložených v šesti dvouhlavňových polootevřených věžích typu Dopp L/31, s dostřelem 17 700 m. Proti letadlům se dalo použít i pomocné dělostřelectvo ráže 105 mm, ale jen na ochranu proti letadlům bylo nainstalováno šest 37 mm kanónů a osm kanónů ráže 20 mm. Dvanáct torpédometů ráže 533 mm, ve střední části lodě po čtyřech trojhlavňových kompletech.
Katapult se nacházel ve střední části lodě. Loď mohla nést tři hydroplány Arado Ar 196.
Loď byla vybavená radarem, asi FuMO-27.

## Služba
Od srpna do prosince 1939 probíhala jednání o prodeji nedokončeného Prinz Eugen a jeho mladších sester Seydlitz a Lützow do SSSR, ale nakonec byl dojednán prodej jenom posledních dvou jednotek. Ještě během vyzbrojování v loděnici v Kielu byla v noci z 1. na 2. červenec 1940 loď poškozena pumami bombardérů RAF, škody ovšem nebyly zásadní a začátkem srpna 1940 vstoupil křižník do služby. Následných několik měsíců absolvovala posádka výcvik a různé testy. V dubnu 1941 byla loď poškozena magnetickou minou, ale už v květnu 1941 se připojila k bitevní lodi Bismarck pro operace v Atlantiku (viz Operace Rheinübung a bitva v Dánském průlivu). První velkou bojovou akci na rozdíl od Bismarcku křižník přežil a následně kotvil několik měsíců v Brestu. Zde se stal několikrát terčem náletů RAF. Zasažen a těžce poškozen byl při náletu v noci z 1. na 2. červenec 1941. Jedna puma propadla palubami podél vnitřku pláště lodi a poškodila zejména dělové systémy. Zásah je připisován několika letadlům, z nichž jedno z 311. československé bombardovací perutě navigoval Jan Gellner. Opravy trvaly až do konce roku 1941. 11. února 1942 opustil Prinz Eugen spolu s bitevními křižníky Scharnhorst a Gneisenau Brest a podařilo se jim proklouznout Lamanšským průlivem do německých přístavů a následně do Norska. Od konce roku 1942 do konce války sloužila loď především na Baltu, kde prováděla mimo jiné palebnou podporu pozemních jednotek. Poslední měsíc války kotvil křižník ve Sweinemünde a následně v Kodani.

## Dohra

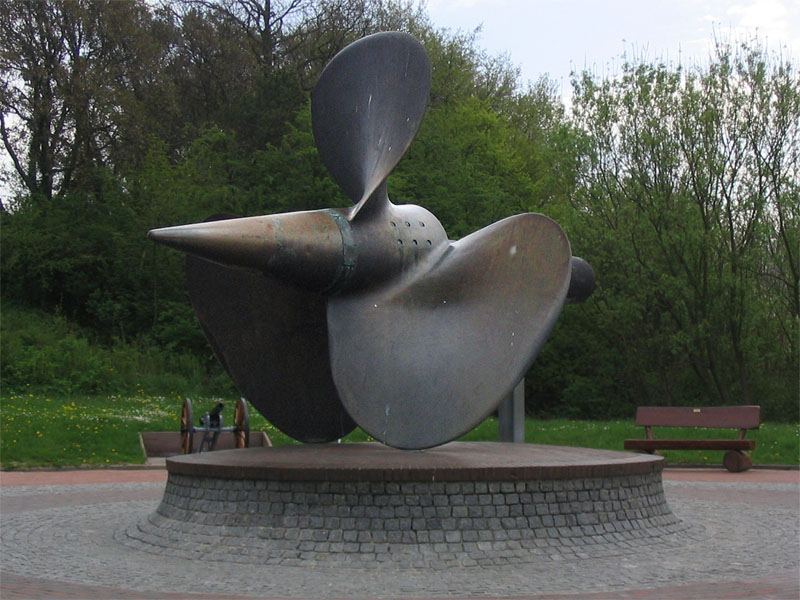
Lodní šroub v námořním památníku Laboe

Z aktivní služby byl vyřazen 7. května 1945, tedy na úplném konci druhé světové války. Po válce ho pod názvem USS Prinz Eugen převzaly Spojené státy, které ho z provozu vyřadily a použily na testy jaderných zbraní na moři. V červenci 1946 přečkal testy Able a Baker, i když už byl zasažen radioaktivitou, byl přesunut k atolu Kwajalein a 22. prosince 1946 nedaleko Enubuj potopen. V roce 1978 byl vyzdvižen lodní šroub a umístěn v Německu v kielském námořním památníku Laboe.